# Ljungdalen

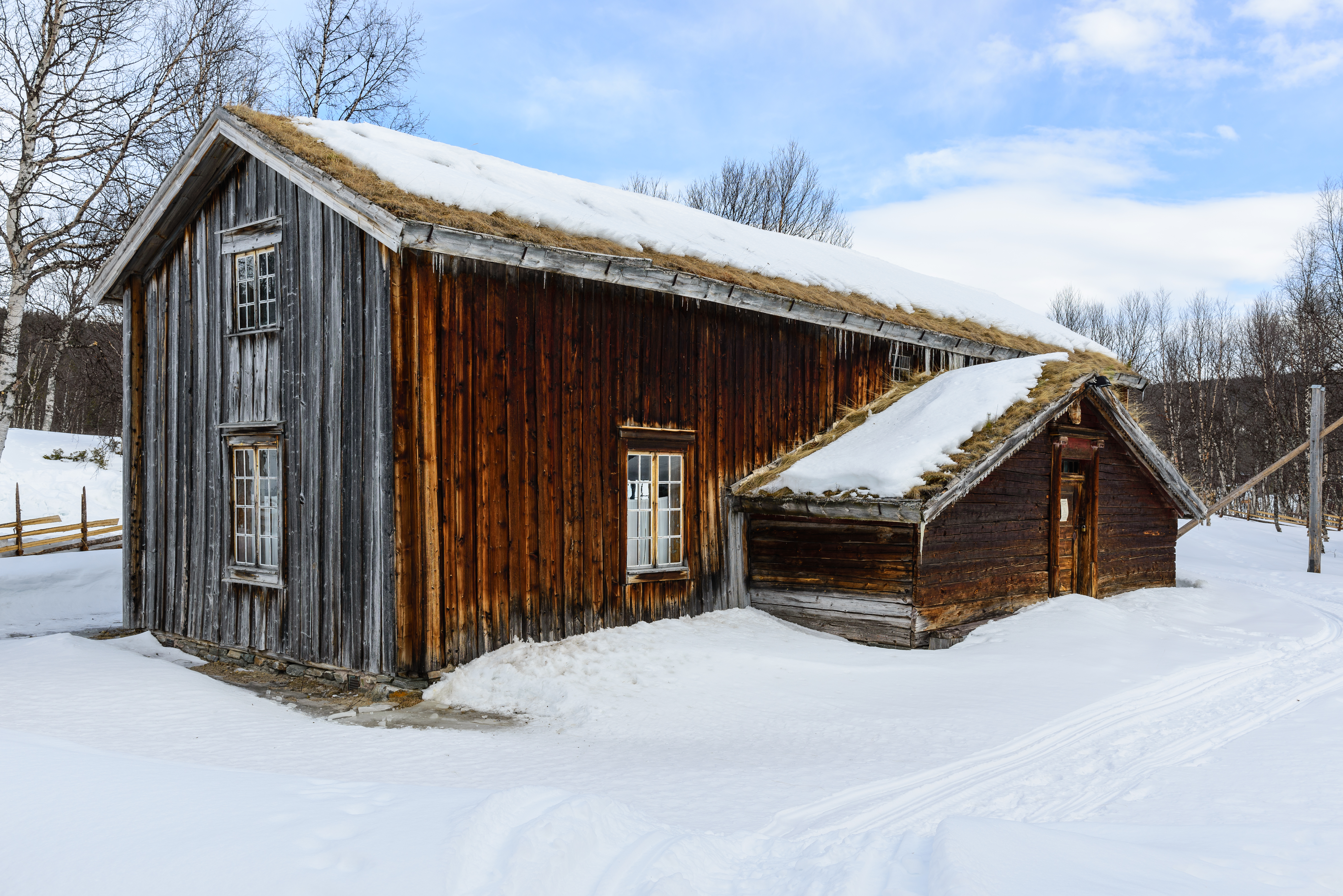
Gammelgården i Ljungdalen

Ljungdalen är en småort i Bergs kommun i Härjedalen, belägen i Storsjö distrikt (Storsjö socken). 
I byn finns Helags värdshus och pensionat, med anor från 1930-talet, ett STF-vandrarhem, livsmedelsbutik, turistbyrå, skidlift, bensinstation, hemslöjd, hembygdsgård, restaurang m.fl. näringar inriktade på friluftsliv, turism och lantbruk. Där finns också en förskola och en skola. I Ljungdalen finns även Ljungdalens kapell.

## Geografi
Ljungdalen ligger i nordvästra Härjedalen nära gränsen till Jämtland och har Sveriges högsta toppar söder om polcirkeln, Helagsfjället och Sylarna. Byn har fått sitt namn efter älven Ljungan som rinner genom dalgången. Byn är placerad relativt högt upp i dalgången och omges av berg i tre väderstreck. I söder leder en väg (ibland stängd nattetid eller vid svår väderlek) över fjället Flatruet till Mittådalen och Funäsdalen. Norrut breder en stor relativt plan högplatå ut sig som sträcker sig förbi Helags och mot Sylmassivet. Byn är populär som startpunkt för skid- och skoterturism. En lift leder från Torkilstöten ovanför byn upp mot högplatån. I öster reser sig Dunsjöfjället över byn och Ljungans övre lopp som börjar vid Ljungsjöarna. Området är också rikt på sjöar vilket gör det till en populär plats för sportfiske.

## Historia
Landskapet kan upplevas som äkta oexploaterad vildmark, men har brukats av samer sedan urminnes tider.
Genom Ljungdalen passerade åtskilliga pilgrimer under medeltiden på sin färd mot Trondheim.
Naturen och fjällvärlden i området skapar förutsättning för ett aktivt friluftsliv och den för området mycket viktiga besöksnäringen. Turismen har funnits i området sedan 1800-talet. Turismen har skapat grunden för hela det serviceutbud som finns i Ljungdalen.

## Panorama över Ljungdalen

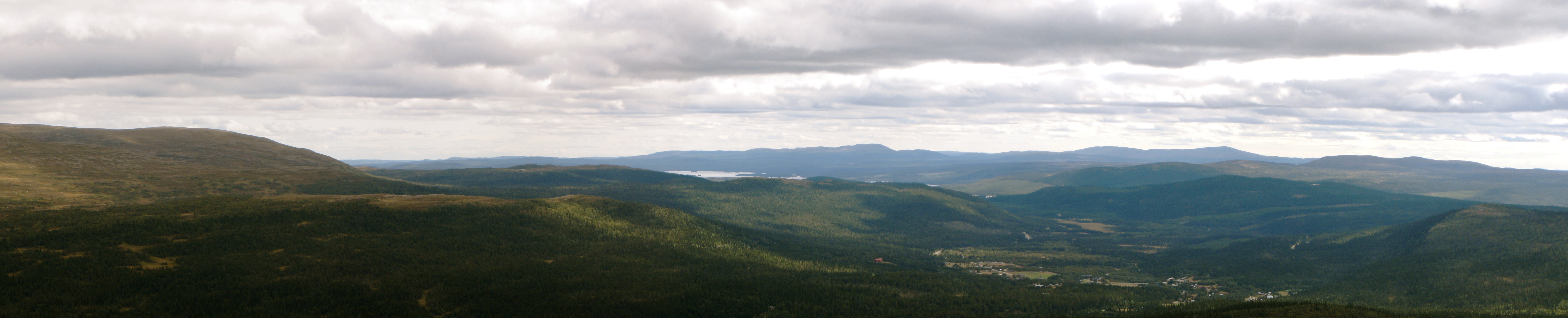
Panorama över Ljungdalen i september 2009 från Torkilstöten (vy mot sydväst). Till vänster Dunsjöfjället, i bakgrunden Storsjön och Ljungdalens by till höger.

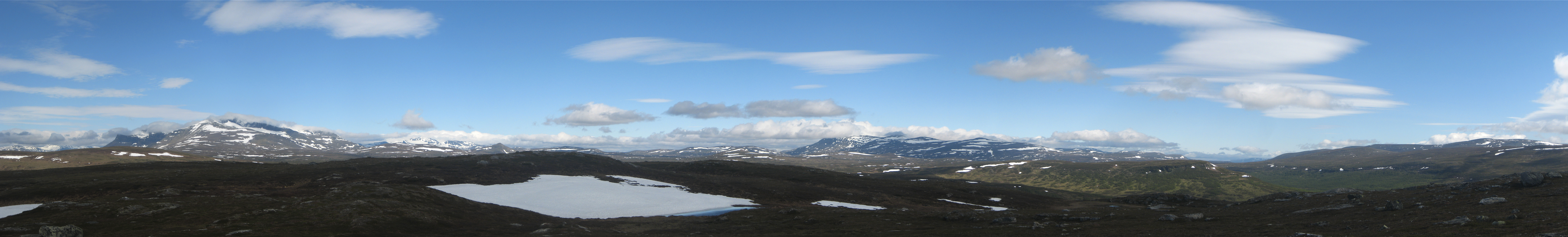
Panorama över fjällvärden nordväst om Ljungdalen från Torkilstöten. Till vänster Helags och Sylarna och till höger Härjångsfjällen.